# Зих, Отакар
Отакар Зих (чеш. Otakar Zich; 25 марта 1879, Местец-Кралове — 9 июля 1934, Оубенице близ Праги) — чешский композитор и музыковед
. Отец Ярослава Зиха, дед Карела Зиха.
Получил образование в области философии и эстетики, окончив в 1901 г. философский факультет Карлова университета; ученик Отакара Гостинского. Как композитор был по большей части самоучкой. На протяжении 1900-х гг. преподавал в гимназиях в Домажлице и в Праге, одновременно уделяя много времени собиранию и обработке чешского музыкального фольклора и выступая в столичных изданиях как музыкальный критик. В 1911 г. защитил диссертацию по эстетике. В 1919—1923 гг. вёл семинар по философии и эстетике в Моравском университете в Брно, где среди его учеников был, в частности, Ян Мукаржовский. В 1924 г. вернулся в Прагу и до конца жизни был профессором Карлова университета.
Как музыковед Зих входил в круг известного музыкального критика Зденека Неедлы, в центре внимания которого было творчество Бедржиха Сметаны, противопоставляемое, прежде всего, наследию Антонина Дворжака. Сам Зих, в частности, написал монографию «Симфонические поэмы Б. Сметаны» (чеш. Symfonické básně B. Smetany; 1924) и посвятил музыке Сметаны ряд статей; принадлежит ему и работа о музыке Гектора Берлиоза. Однако основные его интересы лежали в сфере более фундаментальных эстетических проблем. Два главных труда Зиха — книги «Эстетическое восприятие музыки» (чеш. Estetické vnímaní hudby; 1911) и «Эстетика драматического искусства: Теоретическая драматургия» (чеш. Estetika dramatického umění: Teoretická dramaturgie; 1931), основанные на применении к искусству феноменологического инструментария. Вопросам психологии творчества посвящены значительная статья «К психологии художественного творчества» (чеш. K psychologii uměleckého tvoření; 1911) и книга «О поэтических типах» (чеш. O typech básnických; 1918).
Композиторская деятельность Зиха от обработки фольклорного материала развивалась в сторону оригинального вокально-хорового творчества. Он выступил также с тремя операми: «Каприз художника» (чеш. Malířský nápad; 1908), «Вина» (чеш. Vina; 1915) и «Жеманницы» (чеш. Preciézky; 1924 собственное либретто композитора по пьесе Мольера «Смешные жеманницы»). Оперы Зиха были встречены неоднозначной реакцией — особенно премьера «Вины» в 1922 году, на которую авторитетный критик консервативного направления Антонин Шилган откликнулся статьёй под названием «Finis musicae». Камерные и симфонические сочинения Зиха сравнительно немногочисленны и получили меньший резонанс; наиболее известна «Ходская сюита» (чеш. Chodská suita; 1905), в основу которой легли народные мелодии Ходской области (в центре которой, городе Домажлице, композитор жил в это время), — это сочинение, написанное для ансамбля из восьми инструментов, позднее охотно исполнял Чешский нонет. Композиторский стиль Зиха сочетал в себе черты позднего романтизма (в частности, использование лейтмотивов), элементы неоклассицизма (с охотным цитированием различных стилей) и модернизма (вплоть до атональности).